# Aarhus Parkour Gathering 2013 Day 4
Aarhus Parkour Gathering 2013 Day 4 er en dansk dokumentarfilm fra 2013 instrueret af Jacob Daniel Mortensen efter eget manuskript.

## Handling
Dokumentarfilm optaget ved Aarhus Parkour Gathering 2013 på fjerdedagen, henholdsvis på Jellebakkeskolen og Vericenteret.